# TVN (Panama)
TVN Canal 2, est une chaîne de télévision panaméenne, exploitée par son propriétaire, Televisora Nacional et membre de l’Organisation des Télécommunications Ibéro-Américaines (OTI).